# Jānis Lipke
Jānis Lipke, også kendt som Žanis Lipke (født 1. februar 1900 i Jelgava i Guvernement Kurland, død 14. maj 1987 i Riga i Lettiske SSR), var en tyskbaltisk redder af jøder i Riga under 2. verdenskrig.
Lipke, en havnearbejder i Rigas havn, var fast besluttet på at redde lettiske jøder fra deres af Nazi-Tyskland udtænkte skæbne efter at have set aktioner mod dem i gaderne. Han omskoledes til entreprenør for Luftwaffe, og brugte derefter sin stilling til at smugle jødiske arbejdere ud af Rigas ghetto og lejre i og omkring Riga, som han skjulte med sin kones hjælp indtil ankomsten af Den Røde Hær i oktober 1944. Lipke-familien og deres forskellige hjælpere gemte 40 mennesker på denne måde, en femtedel af de omkring 200 jøder, der overlevede krigen i Letland.
Da Lipke døde i 1987, arrangerede jøderne i Riga hans begravelse, og han er hædret som en af de retfærdige blandt nationerne.
Den 4. juli 2007, på mindedagen for ofrene for folkedrabet mod den jødiske nation, afsløredes et monument ved Rigas korale synagoge til minde om dem, og i særdeleshed Jānis Lipke, der reddede lettiske jøder.